# Castel San Pietro Terme
Castel San Pietro Terme – miejscowość i gmina we Włoszech, w regionie Emilia-Romania, w prowincji Bolonia.
17 kwietnia 1945 r. miejscowość została wyzwolona spod okupacji niemieckiej przez zgrupowanie „RUD” gen. Klemensa Rudnickiego z 2 Korpusu Polskiego. W 2015 r., w siedemdziesiątą rocznicę tego wydarzenia miejscowe władze odsłoniły nad brzegiem rzeki Sillaro niewielki pomnik z terakotową płaskorzeźbą przedstawiającą walki polskich żołnierzy o miasto.
Według danych na styczeń 2004 gminę zamieszkiwały 20 633 osoby przy gęstości zaludnienia 139 os./1 km².

## Miasta partnerskie
- Bad Salzschlirf
- Lovran
- Matulji
- Opatija